# Kanton Agen-Sud-Est
Der Kanton Agen-Sud-Est war von 1985 bis 2015 ein französischer Wahlkreis im Arrondissement Agen, im Département Lot-et-Garonne und in der Region Aquitanien.
Der Kanton umfasste Wahlberechtigte aus einen Teil der Stadt Agen und aus zwei weiteren Gemeinden:
| Gemeinde     | Einwohner Jahr | Fläche km² | Bevölkerungsdichte | Code INSEE | Postleitzahl |
| ------------ | -------------- | ---------- | ------------------ | ---------- | ------------ |
| Agen         | 34.344 (2013)  | –          | – Einw./km²        | 47001      | 47000        |
| Boé          | 5486 (2013)    | 16,5       | 332 Einw./km²      | 47031      | 47550        |
| Bon-Encontre | 6212 (2013)    | 20,56      | 302 Einw./km²      | 47032      | 47240        |

Angegeben ist hier die Gesamteinwohnerzahl Agens. Im Kanton lebten etwa 2200 Einwohner Agens.